# Caroline Maes (actrice)
Caroline Maes (Lokeren, 20 april 1976) is een Vlaams actrice. Ze is vooral bekend als Mieke Van den Bossche in de VTM-soap Familie en als Iris Van Hamme in de ziekenhuisserie Spoed. Verder vertolkte ze gastrollen.

## Biografie
Maes groeide als kind op in Sinaai en studeerde aan de School voor Podiumberoepen (Showbizzschool) in Oostende. Ze is gescheiden en heeft drie zonen Haar oudste zoon Arno Valkenaers is profvoetballer, die speelt als doelman.
In 2011 deed ze mee aan de Vlaamse versie van MasterChef. Het jaar daarop was ze een van de panelleden in Zot van Vlaanderen.